# Ben Saraf
Ben Avraham Saraf (in ebraico בן אברהם שרף‎?; Johannesburg, 14 aprile 2006) è un cestista israeliano.

## Carriera
Nel 2025 è stato selezionato al Draft NBA con la ventiseiesima scelta assoluta dai Brooklyn Nets.

## Statistiche

### Eurocup
| Anno      | Squadra  | PG | PT | MP   | TC%  | 3P%  | TL%  | RP  | AP  | PRP | SP  | PP   |
| --------- | -------- | -- | -- | ---- | ---- | ---- | ---- | --- | --- | --- | --- | ---- |
| 2024-2025 | Ulma     | 16 | 10 | 24,4 | 41,9 | 22,2 | 78,0 | 2,2 | 4,6 | 1,3 | 0,1 | 12,8 |
| Carriera  | Carriera | 16 | 10 | 24,4 | 41,9 | 22,2 | 78,0 | 2,2 | 4,6 | 1,3 | 0,1 | 12,8 |